# Buhl (Minnesota)
Buhl é uma cidade localizada no estado americano de Minnesota, no Condado de St. Louis.

## Demografia
Segundo o censo americano de 2000, a sua população era de 983 habitantes. 
Em 2006, foi estimada uma população de 991, um aumento de 8 (0.8%).

## Geografia
De acordo com o United States Census Bureau tem uma área de 
9,1 km², dos quais 8,5 km² cobertos por terra e 0,6 km² cobertos por água. Buhl localiza-se a aproximadamente 460 m acima do nível do mar.

## Localidades na vizinhança
O diagrama seguinte representa as localidades num raio de 16 km ao redor de Buhl. 